# Rue Saint-Ghislain

La rue Saint-Ghislain (Sint-Gisleinstraat en néerlandais) est une artère de Bruxelles-ville qui va de  la rue des Tanneurs à la rue Haute. 

## Historique
Elle portait à l'origine le nom de rue de l'Ange. Elle doit son nom actuel à l'hôpital Saint-Ghislain, qui datait de la fin du XIVe siècle et disparut en 1804. Cette institution était placée sous l'égide de saint Julien, dont le nom, par corruption, se transforma en Ghislain. Sous le régime français, elle fut rebaptisée rue du Courage, puis reprit son ancien nom en 1815. Au milieu du XIXe siècle, elle fut coupée par le percement de la rue Blaes.

## Bâtiments remarquables

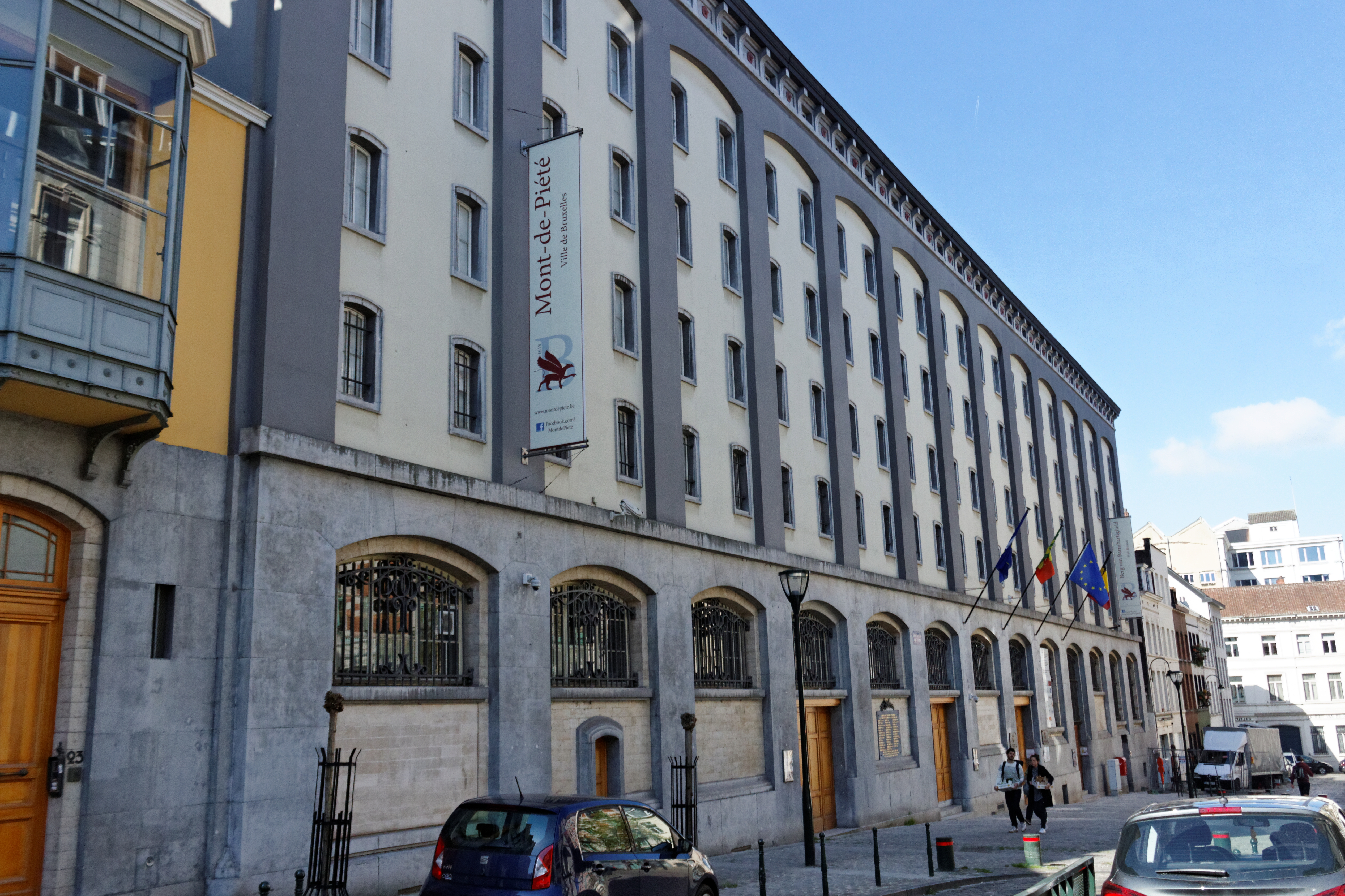
Mont-de-piété

- Au N° 40, le jardin d'enfants Catteau-Aurore a été construit par Victor Horta en style Art nouveau..
- Au N° 21 , le Mont-de-piété demeure le seul établissement de ce type en Belgique.